# Cantón de Brie-Comte-Robert
El cantón de Brie-Comte-Robert era una división administrativa francesa, que estaba situada en el departamento de Sena y Marne y la región de Isla de Francia.

## Composición
El cantón estaba formado por doce comunas:
- Brie-Comte-Robert
- Chevry-Cossigny
- Coubert
- Évry-Grégy-sur-Yerre
- Férolles-Attilly
- Grisy-Suisnes
- Lésigny
- Limoges-Fourches
- Lissy
- Servon
- Soignolles-en-Brie
- Solers

## Supresión del cantón de Brie-Comte-Robert
En aplicación del Decreto n.º 2014-186 de 18 de febrero de 2014, el cantón de Brie-Comte-Robert fue suprimido el 22 de marzo de 2015 y sus 12 comunas pasaron a formar parte; siete del nuevo cantón de Fontenay-Trésigny, cuatro del nuevo cantón de Ozoir-la-Ferrière y una del nuevo cantón de Combs-la-Ville.